# Relative Kraft
In der Sportmedizin beschreibt die Relative Kraft das Verhältnis zwischen der Maximalkraft und dem Körpergewicht des jeweiligen Sportlers. Sie ist also ein Maß dafür, wie gut der Sportler sein Körpergewicht in Kraftentwicklung umsetzen kann. Auch in Ausdauersportarten wie dem  Straßenradsport spielt die relative Kraft eine große Bedeutung, da die Belastung darin besteht, das Körpergewicht (plus Fahrrad) möglichst schnell zu bewegen.
Vergleicht man einen Gewichtheber mit einer Ameise, die bis zum Fünfzigfachen ihres Körpergewichtes von einem bis fünf Milligramm heben kann, so zeigt sich, dass die Ameise eine wesentlich größere relative Kraft hat.